# Цымбал, Богдан Александрович
Богда́н Алекса́ндрович Цы́мбал (укр. Богдан Олександрович Цимбал, позывной — Вог; 2000, Лебединское) — украинский военнослужащий, лейтенант, участник российско-украинской войны. Герой Украины (2024).

## Биография
Родился в 2000 году в селе Лебединское Новоазовского района Донецкой области. После начала войны на востоке Украины его семья переехала в Мариуполь из-за близости родного села к линии фронта.
В возрасте 18 лет, после окончания третьего курса Мариупольского профессионального лицея, по примеру старшего брата поступил на военную службу по контракту в отдельный отряд специального назначения «Азов» Национальной гвардии Украины.
С началом полномасштабного вторжения России в Украину в 2022 году находился в Мариуполе, занимая должность командира орудия. Во время обороны города, после потери артиллерийских орудий и боеприпасов, действовал как пехотинец, командуя взводом из 22 бойцов.
22 марта 2022 года в бою на заводе «Жовтень» получил тяжелые ранения: в кисть, плечо, позвоночник и бедро. Притворившись мертвым, избежал захвата россиянами. Позже его группа отбила позицию, и он был эвакуирован на «Азовсталь». 25 марта эвакуирован на подконтрольную Украине территорию на вертолете.
После лечения и реабилитации продолжил службу. С сентября 2023 по сентябрь 2024 года уничтожил около 100 российских военнослужащих, танк, 5 артиллерийских орудий и 9 военных автомобилей. Получил ранение, но через два месяца вернулся к выполнению боевых задач в районе Серебрянского лесничества на границе Донецкой и Луганской областей.
В мае 2025 года занимал должность командира бригадной артиллерийской группы 12-й бригады специального назначения «Азов» Национальной гвардии Украины.

## Семья
- Мать, бабушка и дядя погибли в Мариуполе, когда танковый снаряд попал в их квартиру.
- Отец погиб во время «фильтрации», когда россияне узнали, что оба его сына служат в полку «Азов».
- Старший брат, Антон «Тасман», артиллерист полка «Азов» и командир орудия, погиб 14 мая 2022 года на «Азовстали».

## Награды
- Звание «Герой Украины» с удостоением ордена «Золотая Звезда» (30 сентября 2024) — за личное мужество и героизм, проявленные в защите государственного суверенитета и территориальной целостности Украины, верность военной присяге[2].
- Медаль «За военную службу Украине» (2 апреля 2022) — за личное мужество и отвагу, проявленные в защите государственных интересов, укрепление обороноспособности и безопасности Украины[3].
- Орден «За мужество» III степени (18 декабря 2023) — за личное мужество и самоотверженные действия, проявленные в защите государственного суверенитета и территориальной целостности Украины, верность военной присяге[4].